# Integrationsmønster
Et integrationsmønster er et mønster for hvordan man integrerer systemer. Begrebet er en måde at beskrive fælles designmæssige træk ved integrationsløsninger.